# Ортега, Даниэль
Хосе́ Даниэ́ль Орте́га Сааве́дра (исп. José Daniel Ortega Saavedra; род. 11 ноября 1945, Ла-Либертад, Чонталес) — никарагуанский революционер, государственный и политический деятель, один из лидеров Сандинистской революции 1979 года, свергнувшей режим Анастасио Сомосы, президент Никарагуа в 1985—1990 и в 2007—2025 годах. С 30 января 2025 года сопрезидент Никарагуа совместно со своей супругой Росарио Мурильо.
В молодости присоединился к студенческому движению и принял участие в протестах против режима Анастасио Сомосы Дебайле. Совместно с другими лидерами, такими как Томас Борхе и Сильвио Майорга, он стал одним из ключевых организаторов Сандинистского фронта национального освобождения. В 1979 году сандинистам удалось свергнуть Сомосу, и Ортега стал частью нового революционного правительства. В 1981 году Даниэль Ортега стал главой государства, а в 1985 вступил в должность президента. Его первый президентский срок был отмечен серьёзными вызовами, включая войну с «контрас» — антисандинистскими повстанцами, поддерживаемыми США.
После поражения на выборах 1990 года Ортега покинул пост президента, а его партия оказалась в оппозиции. Следующие десятилетия он пытался вернуться к власти. В этот период наблюдалась эволюция его политических взглядов, включая более умеренный характер и стремление к созданию коалиции с другими политическими силами. В 2006 году Даниэль Ортега вновь был избран президентом, а затем переизбран в 2011, 2016 и 2021 годах.
В течение последних президентских сроков Даниэля Ортеги наблюдалось укрепление его власти, сопровождающееся критикой со стороны оппозиции. Международные наблюдатели также обвиняли его в авторитаризме, нарушениях прав человека и демократических принципов, ограничении свободы СМИ и подавлении оппозиции.

## Биография

### Детство и юность
Даниэль Ортега родился в 1945 году в маленьком никарагуанском городке Ла-Либертад в семье учителя. Его родители были противниками сомосовских властей Никарагуа. Отец, Даниэль Ортега Серда, участвовал в революционном освободительном движении под руководством Аугусто Сесара Сандино; мать, Лидия Сааведра, за свою деятельность даже была заключена в тюрьму Национальной гвардией Сомосы.
По окончании средней школы обучался на факультете права престижного Центральноамериканского университета в Манагуа. Революционной деятельностью начал заниматься в пятнадцатилетнем возрасте, тогда же впервые был арестован секретной полицией диктаторского режима Луиса Сомосы (ноябрь 1960 года), из-за чего не закончил образования.

### До победы революции
В 1962 году вступил в ряды Сандинистского Фронта Национального Освобождения (СФНО). В декабре 1963 года был арестован в Гватемале и депортирован в Никарагуа. С 1965 года 20-летний Даниэль вошёл в состав Национального руководства сандинистов. В 1966—1967 годах — командующий Центральным фронтом СФНО.
В 1967 году был приговорён к тюремному заключению за участие в вооружённом ограблении отделения Bank of America и подвергался многочисленным пыткам в тюрьме «Типитапе»; даже в этих условиях продолжал писать стихи. В конце 1974 года был освобождён вместе с другими заключёнными-сандинистами в обмен на взятых партизанами заложников из числа сторонников Сомосы. После освобождения уехал на Кубу, где несколько месяцев проходил партизанскую подготовку.
С 1975 года был членом Национального руководства СФНО. Даниэль, первоначально игравший не самую важную роль в СФНО, постепенно выдвигался в лидеры, оттесняя фигуры типа Томаса Борхе. В 1976 году нелегально вернулся в Никарагуа, возглавлял вооружённую борьбу против режима Анастасио Дебайле Сомосы в центральном, северном и южном районах страны. 19 июля 1979 года вошёл в Руководящий совет правительства Национального возрождения.

### После падения Сомосы
После победы Сандинистской революции возглавил Правительственную хунту национальной реконструкции (20 июля 1979 года), которая с 1980 начала строительство социализма в Никарагуа.
Сандинистское правительство было враждебно встречено США, но получало поддержку от СССР, социалистических государств и ряда стран Европы.
С марта 1981 года Даниэль Ортега избран координатором Руководящего совета СФНО. В 1982 году в связи с активизацией деятельности «контрас», поддерживаемых США, правительство Ортеги ввело в стране чрезвычайное положение, действовавшее до 1988 года.

### Ортега — президент Никарагуа
В ноябре 1984 года Ортега был избран президентом Никарагуа и официально вступил на этот пост 10 января 1985 года.
В 1987 году правительство Д. Ортеги столкнулось с серьёзными экономическими трудностями и было вынуждено свернуть почти все социальные программы.
В феврале-марте 1989 года, после прекращения помощи от СССР, сандинистское правительство начало искать пути прекращения гражданской войны, провело ряд демократических реформ и назначило президентские и парламентские выборы на февраль 1990 года. На прошедших 25 февраля 1990 года выборах блок партий Национальный союз оппозиции (Никарагуа) во главе с Виолетой Чаморро нанёс поражение сандинистам. В. Чаморро получила 55 % голосов, тогда как Д. Ортега — 40 %. Ровно через два месяца, 25 апреля, Даниэль Ортега уступил пост президента Виолете Чаморро.

### В оппозиции
После поражения сандинистов Д. Ортега выразил удовлетворение тем, что «сандинистская революция не стала механической копией советской или кубинской модели», а использовала «смешанную экономику и политический плюрализм для восстановления и развития страны, создания богатств с тем, чтобы впоследствии их обобществить». При этом отмечались заметные подвижки в идеологических установках СФНО. Даниэль Ортега призывал никарагуанцев «простить сомосистов». В свою очередь, Анастасио Сомоса Портокарреро, сын диктатора, свергнутого сандинистами в 1979 году, призывал поддержать Ортегу на президентских выборах, поскольку тот «пересмотрел позицию и возглавил новых сандинистов, которые хотят оставить позади прошлые ошибки и идти вперёд».
Баллотировался в президенты на выборах в 1996 и 2001 годов, но оба раза проиграл кандидатам от правых сил. В 1996 году Даниэль Ортега собрал 38 % голосов, а президентом был избран представитель Либерально-конституционной партии (ЛКП) Арнольдо Алеман. В 2001 году на президентских выборах Ортега получил уже 45,35 % голосов избирателей, но победу одержал кандидат ЛКП Энрике Боланьос.

### Второе президентство
Даниэль Ортега выиграл президентские выборы в Никарагуа 5 ноября 2006 года, получив 38 % голосов. Основными его соперниками были получившие 29 и 26,2 процента голосов соответственно глава Либерального никарагуанского альянса Эдуардо Монтеалегре и консерватор Хосе Рисо.

#### Переизбрание на второй и третий сроки
В октябре 2009 года Верховный Суд Никарагуа отменил положения конституции страны, запрещающие баллотироваться на второй президентский срок подряд, а также выставлять кандидатуру на третий срок, как «ущемляющие гражданские права» президента Ортеги, и на выборах 2011 года последний переизбрался на третий срок, получив 62,46 % голосов. Его соперники: кандидат от альянса Независимая либеральная партия Фабио Гадеа и кандидат от Либерально-конституционной партии Арнольдо Алеман, уже бывший президентом страны с 1997 по 2002 годы, получили 31 % и 5,91 % голосов соответственно.
На выборах 2016 года Ортега получил 71,1 % голосов и был в третий раз подряд избран президентом.

#### Внешняя политика
Основой внешней политики Никарагуа во время нового президентства Ортеги стал союз с левыми правительствами региона Латинской Америки и Карибского бассейна. Никарагуа при нём присоединилась к Боливарианскому альянсу и солидаризировалась с Венесуэлой и Эквадором во время их конфликта с Колумбией.
Вместе с тем, Ортега искал новых партнёров и вне региона. Уже в первую неделю своего президентства он встретился (в Манагуа) с президентом Ирана Ахмадинежадом. Во время ливийской гражданской войны Ортега был одним из немногих лидеров государств, однозначно поддержавших Муаммара Каддафи.
Баллотируясь в президенты, Ортега обещал восстановить отношения с Китайской Народной Республикой (существовавшие при сандинистах в период с 1985 по 1990 год), что требовало разорвать отношения с Китайской Республикой (Тайванем). Но он не только не сделал этого, но даже призвал к укреплению дипломатических отношений во время встречи с тайваньским президентом Ма Инцзю в 2009 году.

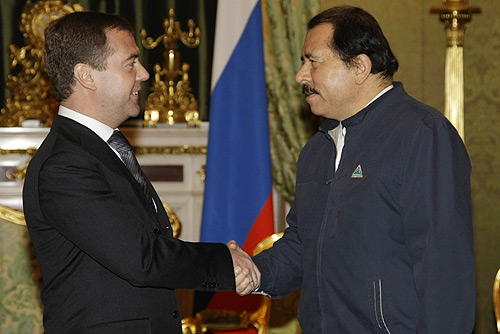
Встреча Медведева с Ортегой в Кремле, 18 декабря 2008 года

2 сентября 2008 года заявил, что Никарагуа признаёт независимость Абхазии и Южной Осетии. 4 сентября об этом официально заявил МИД Никарагуа. Таким образом, Ортега стал единственным на тот момент, кроме президента России Дмитрия Медведева главой государства, признавшим независимость этих образований.
18 декабря 2008 года Ортега посетил Россию с официальным визитом и встретился с президентом Дмитрием Медведевым. В ходе этой встречи был подписан пакет документов о сотрудничестве Никарагуа и России в области исследования космического пространства, использования и развития российской глобальной навигационной спутниковой системы ГЛОНАСС, энергетики, сельского хозяйства, образования, науки, инноваций.
12 июля 2014 года президент России Владимир Путин прибыл в Никарагуа с официальным визитом, где встретился с Даниэлем Ортегой. В ходе визита обсуждались поставки сельскохозяйственной техники из России и обеспечение Никарагуа соответствующей ремонтной базой. Затрагивалась также темы поставок пшеницы из России для удовлетворения первоочередных нужд, тема размещения наземных станций ГЛОНАСС на территории Никарагуа, а также взаимодействие в ряде других областей, в частности фармакологии. Шла речь и о сотрудничестве по линии правоохранительных органов. Россия поставляет в Никарагуа пшеницу, а также автобусы производства «Группы ГАЗ» и легковые машины Lada Kalina, используемые как такси. Обсуждалась постройка Никарагуанского канала между Атлантическим и Тихим океаном. Им будут заниматься 3 страны: Никарагуа, Россия и Китай.

#### Характер правления
По оценке лондонского журнала «The Economist», методы правления президента Ортеги постепенно становятся более и более авторитарными.
В то же время Даниэль Ортега и его партия начали сотрудничать с политическими противниками — бывшими функционерами режима диктатора Сомосы, правым экс-президентом Арнольдо Алеманом (связи с Алеманом были установлены ещё при его президентстве, которое характеризовалось как «двухпартийная диктатура»), левым противником СФНО Эденом Пасторой и даже с Партией никарагуанского сопротивления бывших контрас.
Что не менее примечательно, многие из бывших соратников Ортеги по Сандинистской революции, например леворадикальный священник и поэт Эрнесто Карденаль или революционерка и историк Дора Мария Тельес, ещё в 1990-х годах покинули ряды СФНО и создали Движение сандинистского обновления, критикуя Ортегу и его окружение за авторитаризм, культ личности, предательство революции и примирение с капитализмом.
В июне 2009 года президент Ортега инициировал судебный процесс против своего главного политического противника Эдуардо Монтеалегре, который был обвинён в финансовых махинациях. Прокуратура и суд временно приостановили процесс ввиду статуса неприкосновенности, которым Монтеалегре обладает как депутат парламента. Со своей стороны, Монтеалегре заявлял, что процесс, затеянный против него, политически мотивирован.
В 2012 году на похоронах одного из бывших лидеров СФНО Томаса Борхе Ортега поклялся выполнить обещание умершего, что «сандинисты будут находиться у власти всегда». В январе 2014 года парламент изменил конституцию, убрав ограничение на количество президентских сроков.
До 2018 года Никарагуа была самой быстрорастущей экономикой Центральной Америки: в течение 10 лет среднегодовые темпы роста составляли 5,2 %. Это было связано с притоком иностранных инвестиций в новые сборочные предприятия, льготными займами от Центральноамериканского интеграционного банка, а также поставками дешёвой нефти из Венесуэлы.
Однако Даниэль Ортега использовал свой пост для обогащения своей семьи. Восемь детей президента, которые получили должности его советников, контролируют предприятия, распределяющие нефтепродукты, а также большую часть телевизионных каналов, рекламных и пропагандистских компаний, которые финансируются из государственного бюджета.
С 2018 года в стране начался экономический спад, к 2021 году абсолютная бедность (доходы ниже 3,2 доллара на человека в день), по данным Всемирного банка, достигла 15 % населения.
С 2018 года в Никарагуа стали обычным делом преследования журналистов и оппозиционных политических активистов. В апреле-июне 2018 года в стране прошли массовые протесты против объявленной пенсионной реформы и повышения налогов. Пенсионная реформа была отменена, но в столкновениях с силами безопасности погибло 325 человек, сотни были ранены и арестованы. Около 100 тысяч человек покинули страну.
В декабре 2020 года был принят Закон № 1055 «О защите прав народа на независимость, суверенитет и самоопределение во имя мира», поражающий в политических правах оппозиционеров, которых режим называет «предателями Родины» и «подстрекателями к перевороту» за призывы к введению международных санкций против властей Никарагуа. Были арестованы 28 человек, которых обвиняли в угрозе «суверенитету Никарагуа». Первой из них была арестована Кристиана Чаморро, дочь бывшего президента страны Виолетты Чаморро, у которой, по оценкам экспертов, были самые хорошие шансы победить Ортегу на выборах. Она была помещена под домашний арест по обвинениям в «идеологической лжи» и «отмывании средств» через фонд её матери.
В ноябре 2021 года Даниэль Ортега был переизбран на четвёртый пятилетний срок с 75 % голосов, согласно первым частичным официальным результатам, опубликованным Высшим избирательным советом. Страны Запада ещё до подведения итогов голосования подвергли власти Никарагуа и лично Ортегу критике, обвинив их в нарушении демократических стандартов. Президент США Джо Байден назвал выборы в Никарагуа фарсом.
После событий 2018 года началось ухудшение отношений с католической церковью. В марте 2023 года МИД Никарагуа объявило о закрытии своего посольства в Ватикане, а также нунциатуры в Манагуа, объяснив это заявлениями сделанные Папы Франциска 10 марта того же года, в которых он впервые открыто отметил злоупотребления властью и репрессии, которые, по его мнению, проводило правительство Даниэля Ортеги против всех секторов гражданского общества. В августе 2023 года орден иезуитов был лишён правосубъектности в Никарагуа, его активы, включая университет и две школы, были экспроприированы. Незадолго до этого были заморожены банковские счета ордена по обвинению в поддержке терроризма и нарушении конституционного и правопорядка.

## Международные события и санкции

### США
В ноябре 2021 года Джо Байден подписал закон «Об усилении соблюдения Никарагуа условий избирательной реформы» (Закон RENACER), который расширил санкции США против Никарагуа и дал Байдену право исключить Никарагуа из Соглашения о свободной торговле между Доминиканской Республикой и Центральной Америкой (CAFTA-DR) и препятствовать многосторонним кредитам Никарагуа. Венесуэла и Россия осудили новый закон.

### Украина
В феврале 2021 года Верховная рада Украины утвердила экономические санкции против президента Ортеги и его правительства. Санкции были введены в ответ на поездку никарагуанской делегации на территорию Крыма в ноябре 2020 года.
Сандинистское правительство выразило безоговорочную поддержку России после российского вторжения на Украину в 2022 году. Никарагуа воздержалась от осуждения России в резолюции ООН. Позже администрация Ортеги отказалась осудить присоединение Донецкой и Луганской народных республик, Херсонской и Запорожской областей к России в резолюции ООН.

## Семья
С 1978 года состоит в фактическом браке с поэтессой Росарио Мурильо. 3 сентября 2005 года обвенчался с ней по католическому обряду (тайное бракосочетание, совершённое в 1978 году в присутствии неизвестного испанского священника, не признавалось церковью). У Росарио и Ортеги шесть общих детей (ещё двое детей у него от первого брака).
- Рафаэль Антонио Ортега Мурильо (р. 1968)
- Карлос Энрике Ортега Мурильо (р. 1977)
- Даниэль Эдмундо Ортега Мурильо (р. 1980)
- Хуан Карлос Ортега Мурильо (р. 1981)
- Лауреано Факундо Ортега Мурильо[фр.] (р. 1982) — специальный представитель президента Никарагуа по вопросам развития отношений с Россией[27]
- Морис Факундо Ортега Мурильо (р. 1985)
- Камила Антония Ортега Мурильо (р. 1987)
- Лучиана Катарина Ортега Мурильо (р. 1989)

Росарио Мурильо играет важную роль в политическом руководстве СФНО, курирует вопросы идеологии и культуры.

## Награды
- Орден Аугусто Сесара Сандино
- Кавалер Большого креста с золотой звездой ордена Рубена Дарио
- Кавалер Большого креста ордена Мигеля Ларрейнага
- Большой крест ордена Солнца Перу (Перу)[28]
- Национальный орден Хосе Марти (Куба)[28]
- Орден Дружбы (20 октября 2015 года, Россия) — за большой вклад в укрепление дружбы и сотрудничества с Российской Федерацией, развитие экономических связей, сохранение и популяризацию русского языка и культуры за рубежом[29]
- Орден «Уацамонга» (7 июля 2010 года, Южная Осетия) — в знак признания особого вклада в утверждение принципов справедливости, свободы, равенства прав наций и народов в международных отношениях, а также за поддержку национально-освободительной борьбы народа Южной Осетии и проявленное мужество[30]
- Орден «Честь и слава» I степени (2010 год, Абхазия)
- Орден Сухэ-Батора (1983 год, Монголия)